# ساده‌انگاری
ساده‌انگاری (انگلیسی: Minimisation) در روان‌شناسی به ترفندی گفته می‌شود که فرد آن را برای پیش‌پاافتاده تلقی کردن یک مدعا، شی یا موقعیت به کار می‌گیرد.
این ترفند در مواجهه با احساس گناه متداول است.
ساده‌انگاری می‌تواند شکل دستکاری روان‌شناختی را بگیرد که عموماً مشابه گسلایتینگ است.
خردنمایی در ادبیات می‌تواند نوعی ساده‌انگاری باشد.